# Sassi Szabó család

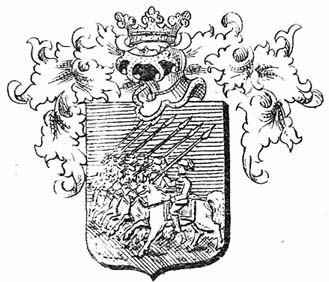
A család címere

A sassi Szabó, másképpen Sassy család egy régi magyar köznemesi család volt. A család feltehetőleg erdélyi származású, előbb Bihar vármegyében, majd Szabolcs, s később Zemplén és Borsod vármegyében éltek huzamosabb ideig. Leszármazottaikhoz településszinten fontos feladatkörök köthetők.

## A család rövid története a 17–20. században
A család első ismert felmenője Szabó István szentmártoni illetőségű hajdú volt. Szabó Istvánt mint mezősasi birtokost már egy korábbi oklevél is megemlítette (1624), de csak később, a Bethlen Gábor erdélyi fejedelem uralkodása idején Váradon, 1628. augusztus 22-én kelt, szakmai körökben „sassi kiváltságlevélként” ismert oklevél által emelték nemesi rangra ötven társával együtt, akikkel mindnyájan közös címerben és a sassi előnévben osztoztak. A család legközelebbi ismert lakóhelye a Szabolcs vármegyei Tiszadada község volt, ahová 1668 körül feltehetőleg Barakonyi Ferenc felső-magyarországi birtokos telepítette őket, ám egyelőre nem ismert olyan dokumentum, amely ezt alátámasztaná.
A 18. század derekán sassi Szabó Sámuel elköltözött a Zemplén vármegyei Tarcal mezővárosba, amelyre a helyi református anyakönyvek korabeli bejegyzései is utaltak, lévén, hogy sokáig „dadai” jelzővel illették őt. Sámuel háromszor nősült és nyolc gyermeke született, név szerint: sassi Szabó István, nemes Gönczi Józsefné sassi Szabó Mária, sassi Szabó Zsigmond, sassi Szabó Péter, sassi Szabó György – aki 1809-ben a tarcali nemesség hadnagya volt –, nemes Andrássy Mihályné sassi Szabó Erzsébet, sassi Szabó Dániel és sassi Szabó Dávid.

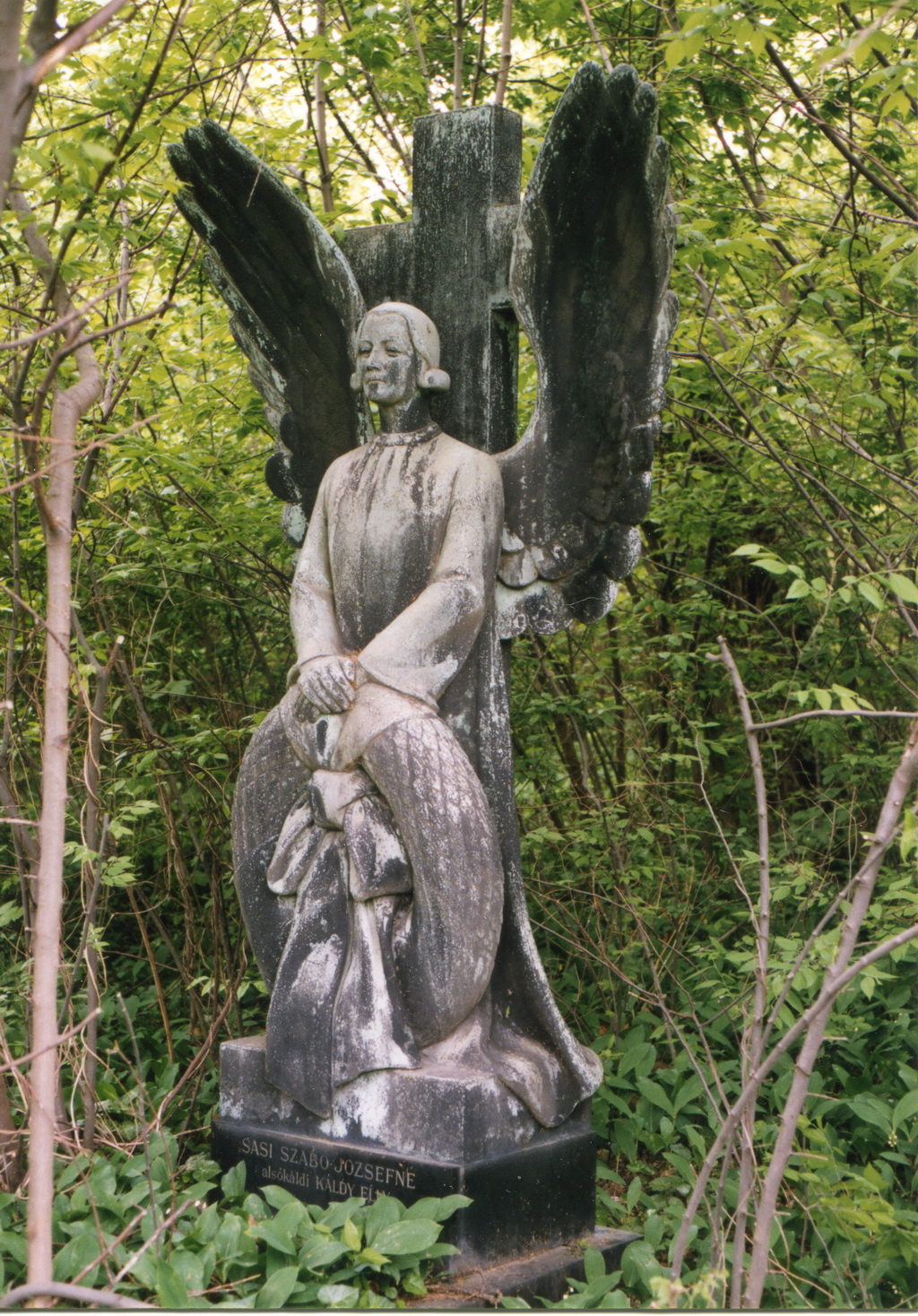
sassi Szabó Józsefné alsókáldi Káldy Emma síremléke a budapesti Fiumei úti sírkertben

Legidősebb fia, a már megnevezett sassi Szabó István a század második felében Sárospatak szabad királyi városba költözött és leszármazottjai a Sassy vezetéknevet használták. Közülük politikailag a legjelentősebb Sassy Árpád volt, aki egy időben Miskolc törvényhatósági jogú város polgármester-helyetteseként működött. Árpád fiai közül Sassy Attila – Aiglon – festőművész, Sassy Csaba költő volt. A két fivér közeli viszonyban állt Kaffka Margit miskolci írónővel és a városi művésztársaság aktív tagjaiként voltak ismertek. Az első világháborúban Csaba a miskolci 10. honvéd gyalogezred katonájaként szolgált, amelynek emlékére a közelmúltban a Herman Ottó Gimnáziummal szemben egy róla elnevezett teret avattak fel.
Középső fia, sassi Szabó Péter révén volt a leszármazottja sassi Szabó József kemecsei református tanító, majd postamester volt, akinek a fiai a nemességüket a Belügyminisztérium előtt 1914 és 1938 között három alkalommal is igazolták. József elhunyt lánya, a néhai Heuffel Sándorné sassi Szabó Erzsébet megözvegyült férje Budapesten, 1904. február 11-én vette nőül herceg brugnerai és prátai Porcia Lajos lányát, gróf brugnerai és prátai Porcia Elvirát. Érdekesség, hogy később az ifjabb sassi Szabó József huszárfőhadnagy Budapesten, 1912. október 26-án vette feleségül Elvira grófnő testvérét, gróf brugnerai és prátai Porcia Luciát, akivel Budapesten, 1924. augusztus 1-én különváltak egymástól. Második felesége alsókáldi Káldy Emma volt, akinek 1936-ban jelent meg posztumusz szakácskönyve, sírja pedig a Fiumei úti sírkertben található.